# Lista światowego dziedzictwa UNESCO w Islandii
Lista światowego dziedzictwa UNESCO w Islandii – lista miejsc w Islandii wpisanych na listę światowego dziedzictwa UNESCO, ustanowioną na mocy Konwencji w sprawie ochrony światowego dziedzictwa kulturowego i naturalnego, przyjętą przez UNESCO na 17. sesji w Paryżu 16 listopada 1972 i ratyfikowaną przez Islandię 19 grudnia 1995 roku.
Obecnie (stan na 2023 rok) na liście znajdują się 3 obiekty: jedno dziedzictwo kulturowe i dwa o charakterze przyrodniczym.
Na islandzkiej liście informacyjnej UNESCO – liście obiektów, które Islandia zamierza rozpatrzyć do zgłoszenia do wpisu na listę światowego dziedzictwa, znajduje się 6 obiektów (stan na 2023 rok).

## Obiekty na liście światowego dziedzictwa UNESCO
Poniższa tabela przedstawia islandzkie obiekty na liście światowego dziedzictwa UNESCO:
Nr ref. – numer referencyjny UNESCO;
Obiekt – polskie tłumaczenie nazwy wpisu na liście wraz z jej angielskim oryginałem;
Położenie – miasto, region; współrzędne geograficzne;
Typ – klasyfikacja według Komitetu Światowego Dziedzictwa:
- kulturowe (K),
- przyrodnicze (P),
- kulturowo–przyrodnicze (K,P);

Rok wpisu – roku wpisu na listę i rozszerzenia wpisu;
Opis – krótki opis obiektu wraz z informacjami o jego zagrożeniu.
| Nr ref. | Obiekt                                                                               | Zdjęcie | Położenie                                                                         | Typ         | Rok  | Opis |
| ------- | ------------------------------------------------------------------------------------ | ------- | --------------------------------------------------------------------------------- | ----------- | ---- | --- |
| 1152    | Park Narodowy Þingvellir Þingvellir National Park                                    |         | Suðurland 64°15′13,7″N 21°02′14,1″W/64,253806 -21,037250                          | K (iii)(vi) | 2004 | Park narodowy obejmujący ochroną miejsce, gdzie w 930 roku zebrał się po raz pierwszy Althing – parlament gromadzący reprezentantów z całej Islandii. Althing zbierał się w tym miejscu do 1789 roku, ustanawiając prawa i rozstrzygając spory podczas obrad trwających dwa tygodnie. Na terenie parku znajdują się pozostałości Althingu – pozostałości kabin do głosowania z torfu i kamienia.                                                                   |
| 1267    | Surtsey                                                                              |         | Suðurland 63°18′11″N 20°36′08″W/63,303056 -20,602222                              | P (ix)      | 2008 | Wyspa wulkaniczna u południowych wybrzeży Islandii powstała w wyniku podmorskich erupcji wulkanicznych w latach 1963–1967. Przedmiot badań naukowych skupiających się na procesach kolonizacji nowego lądu przez rośliny i zwierzęta. Zaobserwowano tu moment dotarcia na wyspę pierwszych nasion przyniesionych przez prądy morskie, pojawienie się bakterii, grzybów i pleśni, oraz pierwszych roślin naczyniowych (1965), których w roku 2004 było 60 gatunków. |
| 1604    | Park Narodowy Vatnajökull Vatnajökull National Park - Dynamic Nature of Fire and Ice |         | Suðurland Austurland Norðurland eystra 64°02′00″N 17°00′00″W/64,033333 -17,000000 | P (viii)    | 2019 | Park narodowy utworzony w 2008 roku, wchłonął Park Narodowy Skaftafell i Park Narodowy Jökulsárgljúfur. Zajmuje powierzchnię 12 000 km². Na terenie parku znajduje się lodowiec Vatnajökull – jeden z największych lodowców Europy. |

## Obiekty na islandzkiej liście informacyjnej UNESCO
Poniższa tabela przedstawia obiekty na islandzkiej liście informacyjnej UNESCO:
Nr ref. – numer referencyjny UNESCO;
Obiekt – polska nazwa obiektu wraz z jej oryginałem na islandzkiej liście informacyjnej UNESCO;
Położenie – miasto, region; współrzędne geograficzne;
Typ – klasyfikacja według zgłoszenia:
- kulturowe (K),
- przyrodnicze (P),
- kulturowo–przyrodnicze (K,P);

Rok wpisu – roku wpisu na listę informacyjną;
Opis – krótki opis obiektu wraz z informacjami o jego zagrożeniu.
     Wpisy transgraniczne
| Nr ref. | Obiekt | Zdjęcie | Położenie | Typ                  | Rok  | Opis |
| ------- | --- | ------- | --- | -------------------- | ---- | --- |
| 5585    | Rezerwat Przyrody Breiðafjörður Breiðafjörður Nature Reserve                                                            |         | Vestfirðir 65°15′00″N 23°15′00″W/65,250000 -23,250000 | K, P (ii)(v)(x)      | 2011 | Płytka zatoka w zachodniej części Islandii, z niewielkimi fiordami i zatoczkami oraz terenem strefy pływów z ok. 3 tys. wysp, wysepek i szkierów. Obszar charakteryzuje się bogatą różnorodnością – występuje tu 230 gatunków roślin naczyniowych i 50 gatunków ptaków. Jest głównym siedliskiem w Islandii bielika, foki pospolitej i szarytki morskiej.                                                                                  |
| 5586    | Mývatn i Laxá Mývatn and Laxá                                                                                           |         | Norðurland eystra 65°35′00″N 17°00′00″W/65,583333 -17,000000 | P (viii)(ix)(x)      | 2011 | Obszar Mývatn jest unikalny pod względem geologicznym i biologicznym. Opady zatrzymywane są przez skały wulkaniczne, tworząc podziemnie strumienie, które wypływają na powierzchnię zasilając system rzek i jezior, m.in. system Mývatn i Laxá, ukształtowany przez działalność wulkaniczną. Występuje tu jedna z najliczniejszych na świecie populacji ptaków wodnych. Zanotowano tu występowanie 115 gatunków, w tym 28 gatunków kaczek. |
| 5587    | Pomniki i miejsca związane z wikingami – Park Narodowy Þingvellir Viking Monuments and Sites / Þingvellir National Park |         | Suðurland 64°15′13,7″N 21°02′14,1″W/64,253806 -21,037250 | K (iii)              | 2011 | Dziewięć obiektów będących reprezentantami kultury wikingów. Są one rozmieszczone od Morza Bałtyckiego aż po północny Atlantyk. Wpis transgraniczny z Danią, Niemcami i Norwegią. |
| 5588    | Park Narodowy Þingvellir Þingvellir National Park                                                                       |         | Suðurland 64°15′13,7″N 21°02′14,1″W/64,253806 -21,037250 | P (vii)(viii)(ix)(x) | 2011 | Park narodowy położony na północnym brzegu jeziora Þingvallavatn. Obszar ten został ukształtowany wyniku dryfu kontynentów. W 2004 roku zwiększono obszar parku oraz zmieniono rodzaj ochrony. |
| 5589    | Domy torfowe na Islandii The Turf House Tradition                                                                       |         | Árnessýsla 63°52′58″N 20°54′58″W/63,882667 -20,916133 Reykjavík 64°07′06″N 21°49′11″W/64,118417 -21,819650 Norður Múlasýsla 65°35′06″N 15°09′31″W/65,585017 -15,158733 Suður-Múlasýsla 65°27′02″N 14°26′04″W/65,450667 -14,434550 Skagafjarðarsýsla 65°36′40″N 19°30′17″W/65,611250 -19,504750 65°23′26″N 19°07′31″W/65,390533 -19,125183 65°32′19″N 19°28′14″W/65,538733 -19,470433 Suður Þingeyjasýsla 65°49′15″N 17°21′03″W/65,820867 -17,350950 65°32′26″N 17°59′48″W/65,540650 -17,996700 65°53′38″N 18°04′21″W/65,893983 -18,072400 65°43′55″N 17°14′45″W/65,731867 -17,245850 Rangárvallasýsla 63°49′18″N 20°04′26″W/63,821667 -20,073889 Vestur Skaftafellssýsla 63°57′37″N 17°04′40″W/63,960233 -17,077750 Austur Skaftafellssýsla 63°54′25″N 16°42′24″W/63,907000 -16,706750 | K (iii)(iv)          | 2011 | Wpis na listę informacyjną obejmuje 14 osad, których domy wybudowane są z torfu. Pochodzą one z IX wieku. Taki sposób budownictwa miał pomóc osadnikom zmagającym się z niedostatkiem drewna. |
| 5817    | System wulkaniczny Torfajökull i Rezerwat Przyrody Fjallbak Torfajökull Volcanic System / Fjallabak Nature Reserve      |         | Suðurland 63°56′00″N 19°03′00″W/63,933333 -19,050000 | P (vii)(viii)        | 2013 | System wulkaniczny Torfajökull o ogromnej aktywności geotermalnej tworzy unikalne środowisko dla flory i fauny. Część obszaru Torfajökull objęta jest ochroną – znajduje się tu Rezerwat Przyrody Fjallback. |